# 玻恩近似
玻恩近似是量子力学中散射理论中为求得李普曼施温格方程得近似解而提出的近似方法，由1954年诺贝尔奖得主玻恩提出。 
量子力学中，散射理论的问题可表述为: 
已知{\displaystyle \mid \phi \rangle }，亦即入射波函数，是哈密顿算符{\displaystyle H_{0}}的薛定谔方程的解：
{\displaystyle H_{0}\mid \phi \rangle =E\mid \phi \rangle }
求{\displaystyle H_{0}+V}的薛定谔方程解{\displaystyle \mid \psi \rangle }。 其中V是造成散射的势。 这一问题可写作李普曼施温格方程：
{\displaystyle |\psi ^{(\pm )}\rangle =|\phi \rangle +{\frac {1}{E-H_{0}\pm i\epsilon }}V|\psi ^{(\pm )}\rangle .\,}
其渐进形式渐近分析可写成：
{\displaystyle \langle \mathbf {x} \mid \psi ^{(+)}\rangle \rightarrow \langle \mathbf {x} \mid \mathbf {k} \rangle -{\frac {1}{4\pi }}{\frac {2m}{\hbar ^{2}}}{\frac {e^{ikr}}{r}}\int d^{3}x'e^{-i\mathbf {k} '\cdot \mathbf {x} '}V(\mathbf {x} ')\langle \mathbf {x} \mid \psi ^{(+)}\rangle }
其中{\displaystyle \mid \psi ^{(+)}\rangle }为向外散射的波函数（数学上另有一向内‘散射’的波函数与之对应，但在散射问题中不必考虑）。 
然而此式为了求得散射的结果，需要对散射结果本身进行积分（即式子右侧积分中出现了未知量），因而对于精确求解并无太大帮助。 然而通过玻恩近似，这一方程可以得到低能量下合理的近似解。玻恩近似假定散射的波函数与入射波函数相差较小，因而在积分中可以使用入射波{\displaystyle \mid \phi ^{(+)}\rangle }来进行积分。这样就获得了1阶玻恩近似（0阶玻恩近似即为入射波）。同样的做法可以递归进行，将之前近似获得的结果带入积分，即可算出下一步的近似。这种方法是收敛的。 然而，多数情况下超过一阶的近似是没有物理意义的，因为玻恩近似的低能量限制不允许其散射表现更加精细的结构（请求补充说明）。 
玻恩近似的一个较为巧合的完美应用出现在对卢瑟福散射公式的推导中。卢瑟福散射公式在抛物线坐标系中可以直接求解薛定谔方程获得精确解，也可在经典力学下求得经典近似解，同时也可从玻恩近似（一阶）获得近似解。巧合的是，这三种解在库仑势下得出完全相同的微分截面。 这种体现了玻恩近似在低能情况下相对于其他近似方法（如Partial wave analysis）而言在收敛速度上的优越性。